# Munnopsidae
Munnopsidae is een familie van pissebedden (isopoda). Het bestaat het uit negen subfamilies, 43 geslachten en ongeveer 320 soorten. De familie is beschreven door de Zweeds zoöloog Wilhelm Lilljeborg en werd in 1864 voor het eerst geldig gepubliceerd.

## Taxonomie

### Acanthocopinae
- Acanthocope Beddard, 1885

### Bathyopsurinae
- Bathyopsurus Nordenstam, 1955
- Paropsurus Wolff, 1962

### Betamorphinae
- Amuletta Wilson & Thistle, 1985
- Betamorpha Hessler & Thistle, 1975

### Eurycopinae
- Baeonectes Wilson, 1982
- Belonectes Wilson & Hessler, 1981
- Disconectes Wilson & Hessler, 1981
- Dubinectes Malyutina & Brandt, 2006
- Eurycope G.O. Sars, 1864
- Gurjanopsis Malyutina & Brandt, 2007
- Microcope Malyutina, 2008
- Pirinectes Malyutina & Brix, 2020
- Tytthocope Wilson & Hessler, 1981

### Ilyarachninae
- Aspidarachna G.O. Sars, 1897
- Bathybadistes Hessler & Thistle, 1975
- Echinozone G.O. Sars, 1897
- Epikopais Merrin, 2009
- Ilyarachna G.O. Sars, 1869
- Notopais Hodgson, 1910
- Nyctobadistes Merrin, 2011
- Pseudarachna G.O. Sars, 1897

### Lipomerinae
- Coperonus Wilson, 1989
- Hapsidohedra Wilson, 1989
- Lionectes Wilson, 1989
- Lipomera Tattersall, 1905
- Mimocopelates Wilson, 1989
- Munneurycope Stephensen, 1912
- Munnicope Menzies & George, 1972

### Munnopsinae
- Acanthamunnopsis Schultz, 1978
- Munnopsis M. Sars, 1861
- Munnopsoides Tattersall, 1905
- Paramunnopsis Hansen, 1916
- Pseudomunnopsis Hansen, 1916
- Munnopsurus Richardson, 1912

### Storthyngurinae
- Microprotus Richardson, 1909
- Rectisura Malyutina, 2003
- Storthyngura Vanhöffen, 1914
- Storthyngurella Malyutina, 1999
- Sursumura Malyutina, 2003
- Vanhoeffenura Malyutina, 2004

### Syneurycopinae
- Bellibos Haugsness & Hessler, 1979
- Syneurycope Hansen, 1916